# James Oliver Curwood

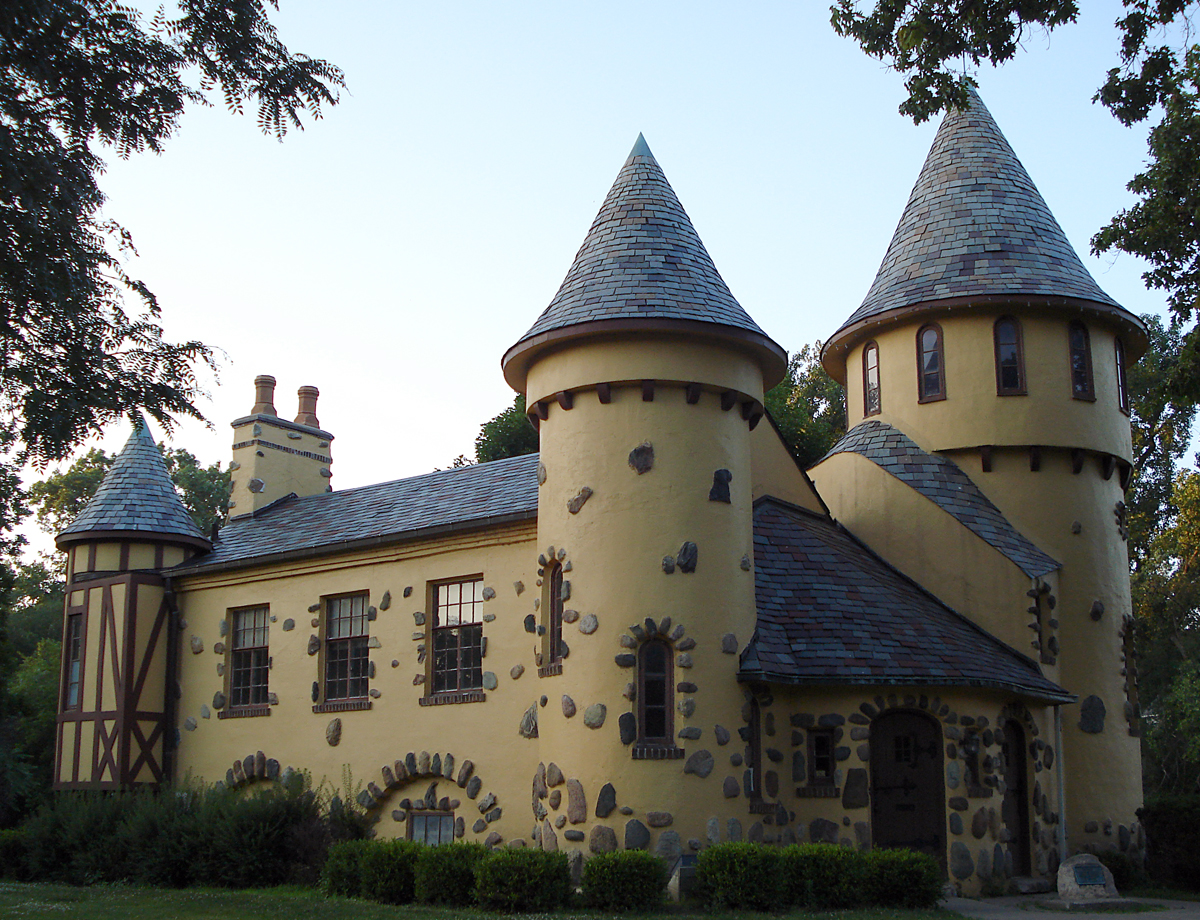
Hrad Curwood

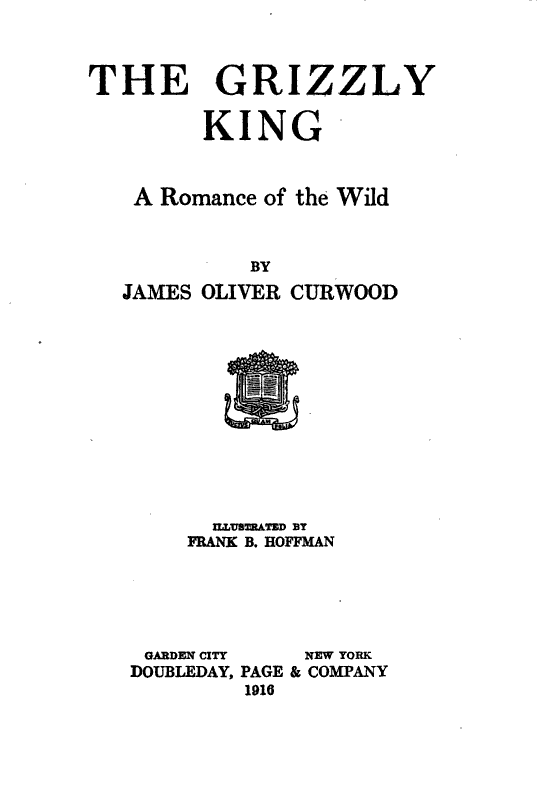
Titulní stránka knihy The Grizzly King z roku 1916

James Oliver Curwood (12. června 1878 v Owosso, Michigan, USA – 13. srpna 1927, tamtéž) byl americký prozaik, žurnalista, cestovatel a ochránce přírody, autor napínavých dobrodružných románů z prostředí divoké krajiny kanadského severu. Nejhodnotnější jsou ty, které líčí životy zvířat (např. Vlčák Kazan, Kočovníci severu nebo Král šedých medvědů), mnoho jiných však vykazuje rysy literárního kýče.

## Život
Ačkoliv Curwood nedokončil střední školu, byl schopen v roce 1898 složit přijímací zkoušky ke studiu žurnalistiky na Michiganské univerzitě. Od roku 1900 začal publikovat své první reportáže, povídky a krátké příběhy v Detroit News-Tribune. Již v roce 1909 mu jeho tvorba začala vynášet tolik, že se mohl vydat na svoji první cestu na sever k řece Yukon a na Aljašku, kde hledal inspiraci pro svoji další tvorbu. Tyto své cesty na sever a severozápad amerického kontinentu pak pravidelně opakoval. Jednu dobu také několik měsíců žil společně s Eskymáky.
Vzhledem k tomu, že jeho tvorba byla nadále velice úspěšná, již v roce 1922 začal s budováním Hradu Curwood nedaleko od svého rodného města Owosso u řeky Shiawassee. Jednalo se napodobeninu romantického francouzského zámku z 18. století, kam později přestěhoval i svoji literární pracovnu (v roce 1970 zde bylo zřízeno Curwoodovo muzeum).
V mládí byl vášnivým lovcem, nicméně s přibývajícím věkem stále více prosazoval myšlenky ochrany přírody, nakonec byl jmenován členem Michiganské státní komise pro ochranu přírody.
V roce 1927 během jedné ze svých cest na Floridu byl pokousán neznámým jedovatým živočichem (mohlo se jednat například o pavouka), což u něj vyvolalo velké zdravotní problémy a komplikace. Kromě prudkých alergických reakcí se jednalo také o infekci a celkovou sepsi, která nakonec vedla k jeho předčasné smrti ve věku 49 let.

## Dílo
Curwood vydal během svého života přibližně 30 knih, z nichž velká většina byla později i zfilmována. Mezi jeho světově nejproslulejší a vůbec nejznámější knihy patří román Vlčák Kazan, který byl také několikrát zfilmován.
Následující seznam obsahuje anglické názvy autorových knih. Pokud kniha vyšla česky, je v závorce uveden její český název.
- The Courage of Captain Plum (1908, Odvážný kapitán Plum),
- The Wolf Hunters (1908, Lovci vlků),
- The Great Lakes (1909),
- The Gold Hunters (1909, Zlaté údolí), česky také jako Znamení šíleného střelce,
- The Danger Trail (1910, Na nebezpečné cestě),
- The Honor of the Big Snows (1911, Pro čest velkých sněhů),
- Steele of the Royal Mounted (1911, Filip Steele od královské jízdní policie),
- The Flower of the North (1912, Květina severu),
- Isobel: A Romance of the Northern Trail (1913, česky jako Srdce ledem spjatá podle alternativního názvu The Ice-Bound Hearts),
- Kazan, the Wolf Dog (1914, Vlčák Kazan),
- God's Country and the Woman (1915, V božím kraji),
- The Hunted Woman (1916, Pronásledovaná žena),
- The Grizzly King (1916, Král šedých medvědů), česky též jako Medvědi,
- Baree, Son of Kazan (1917, Barí, syn Kazanův),
- The Courage of Marge O'Doone (1918, Odvážná Marge O’Doonová),
- Nomads of the North (1919, Kočovníci severu)
- The River's End (1919, česky jako Žlutý ďábel),
- Back to God's Country and Other Stories (1920),
- The Valley of Silent Men (1920, Údolí mlčících mužů)
- God's Country – The Trail to Happiness (1921),
- The Golden Snare (1921, Zlatá kadeř),
- The Flaming Forest (1921, Prales v plamenech),
- The Country Beyond (1922, Na oné straně)
- The Alaskan (1923, Aljaškan),
- A Gentleman of Courage (1924, Šlechetný ochránce),
- The Ancient Highway (1925),
- Swift Lightning (1926, Rychlý Blesk),
- The Black Hunter (1926, Černý lovec),
- The Plains of Abraham (1928),
- The Crippled Lady of Peribonka (1929, Mrzáček z Peribonky),
- Green Timber (1930, česky jako Průkopníci svobody),
- Son of the Forests,an autobiography (1930),
- Falkner of the Inland Seas (1931).

## Filmové adaptace
Internet Movie Database (IMDb) eviduje z let 1910 až 1995 dvě stě filmových titulů natočených podle děl autora (z toho je 143 němých). K mnoha z nich scénáře napsal sám Curwood.

## Česká vydání
- Kočovníci severu, Josef R. Vilímek, Praha 1921, přeložil Josef Staněk, znovu Českomoravské podniky tiskařské a vydavatelské, Praha 1926 a 1928, Novina, Praha 1930 a 1940 a Dominik Hlaváček, Praha 1947.
- Vlčák Kazan, Josef Boš, Praha 1922, přeložil Bohumil Z. Nekovařík, znovu Českomoravské podniky tiskařské a vydavatelské, Praha 1928 a 1930, Novina, Praha 1940 a Škubal a Machajdík, Praha 1946.
- Král šedých medvědů, Josef Šváb-Malostranský, Praha 1922, přeložil Josef Vorel.
- Syn Kazanův, Josef Boš, Praha 1923, přeložil Bohumil Z. Nekovařík, znovu Českomoravské podniky tiskařské a vydavatelské, Praha 1928, Novina, Praha 1931 a Škubal a Machajdík, Praha 1946.
- Na oné straně, Českomoravské podniky tiskařské a vydavatelské, Praha 1923, přeložil Ivan Schulz.
- Aljaškan, Rudolf Šimek, Praha 1923, přeložil H. Jost, znovu 1926.
- Pronásledovaná žena, Českomoravské podniky tiskařské a vydavatelské, Praha 1924, přeložil Alexander Fleischer, znovu 1927.
- Prales v plamenech, Českomoravské podniky tiskařské a vydavatelské, Praha 1924, přeložil Ivan Schulz, znovu 1927.
- Žlutý ďábel, Českomoravské podniky tiskařské a vydavatelské, Praha 1925, přeložil Alexander Fleischer, znovu 1927.
- Odvážná Marge O’Doonová, Českomoravské podniky tiskařské a vydavatelské, Praha 1925, přeložil Ivan Schulz.
- Muži statečných srdcí, Českomoravské podniky tiskařské a vydavatelské, Praha 1925, přeložil Alexander Fleischer, znovu 1926, Novina, Praha 1935 a F. Kosek, Praha 1947.
- Zlaté údolí, Českomoravské podniky tiskařské a vydavatelské, Praha 1926, přeložil Alexander Fleischer, znovu Novina, Praha 1934.
- Zlatá kadeř, Českomoravské podniky tiskařské a vydavatelské, Praha 1926, přeložil Evžen Bok.
- Rychlý Blesk, Českomoravské podniky tiskařské a vydavatelské, Praha 1926, přeložil Evžen Bok, znovu 1927 a Novina, Praha 1930.
- Na nebezpečné cestě , Českomoravské podniky tiskařské a vydavatelské, Praha 1926, přeložil Evžen Bok.
- Lovci vlků, Českomoravské podniky tiskařské a vydavatelské, Praha 1926, přeložil Alexander Fleischer, znovu 1927 a Novina, Praha 1933.
- Srdce ledem spjatá, Českomoravské podniky tiskařské a vydavatelské, Praha 1927, přeložila Květa Stivínová.
- Květina severu, Českomoravské podniky tiskařské a vydavatelské, Praha 1927, přeložil Evžen Bok.
- Filip Steele od královské jízdní policie , Českomoravské podniky tiskařské a vydavatelské, Praha 1927, přeložil Alexander Fleischer.
- V božím kraji, Českomoravské podniky tiskařské a vydavatelské, Praha 1928, přeložil Alexander Fleischer.
- Údolí mlčících mužů , Českomoravské podniky tiskařské a vydavatelské, Praha 1928, přeložil Evžen Bok.
- Pro čest velkých sněhů, Českomoravské podniky tiskařské a vydavatelské, Praha 1928, přeložil Petr Rier.
- Král šedých medvědů, Českomoravské podniky tiskařské a vydavatelské, Praha 1928, přeložil Alexander Fleischer, znovu Škubal a Machajdík, Praha 1946 a 1947.
- Černý lovec, Českomoravské podniky tiskařské a vydavatelské, Praha 1928, přeložil Alexander Fleischer.
- Šlechetný ochránce, Českomoravské podniky tiskařské a vydavatelské, Praha 1929, přeložil L. Toberný.
- Mrzáček z Peribonky, Českomoravské podniky tiskařské a vydavatelské, Praha 1929, přeložil Josef Vorel.
- Průkopníci svobody, Českomoravské podniky tiskařské a vydavatelské, Praha 1931, přeložil Alexander Fleischer.
- Odvážný kapitán Plum, Novina, Praha 1937, přeložila Květa Stivínová.
- Vlčák Kazan, Syn Kazanův, Škubal a Machajdík, Praha 1948, přeložil Bohumil Z. Nekovařík.
- Král šedých medvědů, Mladá fronta, Praha 1959, přeložila Irena Dvořáková, znovu 1967, 1970 a 1983 a Nakladatelství L, Praha 1991.
- Vlčák Kazan, Mladá fronta, Praha 1960, přeložili Emanuela a Emanuel Tilschovi, znovu 1967 a 1973, Olympia, Praha 1975, Amulet, Praha 2002 a Egmont, Praha 2004.
- Kočovníci severu, SNDK, Praha 1962, přeložil Ladislav Pekař, znovu 1973 a Šulc a spol., Praha 1992.
- Lovci vlků, SNDK, Praha 1968, přeložil Alexander Fleischer, Millennium Publishing, Praha 2013.
- Zlaté údolí, SNDK, Praha 1968, přeložil Alexander Fleischer.
- Barí, syn Kazanův, Olympia, Praha 1973, přeložili Emanuela a Emanuel Tilschovi, znovu Egmont, Praha 2004.
- Vlčák Kazan; Barí, syn Kazanův, Albatros, Praha 1980, přeložili Emanuela a Emanuel Tilschovi, znovu 1988 a Millennium Publishing, Praha 2014. Součást edice Knihy odvahy a dobrodružství (145. díl)
- Psanci z Bobří zátoky, Magnet-Press, Praha 1991.
- Lovci vlků, Magnet-Press, Praha 1991.
- Znamení šíleného střelce, Magnet-Press, Praha 1991.
- Žlutý ďábel, Olympia, Praha 1991.
- Zlatá kadeř, Ivo Železný, Praha 1992.
- Medvědi, XYZ, Praha 2007, přeložil Alexander Fleischer.
- Lovci vlků; Zlaté údolí, Millennium Publishing, Praha 2014, přeložil Alexander Fleischer.